# جوي فيلا
جوي فيلا (بالإنجليزية: Joy Villa)‏ هي عازفة قيثارة ومغنية وكاتبة أغاني وممثلة أمريكية، ولدت في 25 أبريل 1986 في أورانج في الولايات المتحدة.

## وصلات خارجية
- جوي فيلا على موقع IMDb (الإنجليزية)
- جوي فيلا على موقع ميوزك برينز (الإنجليزية)
- جوي فيلا على موقع أول ميوزيك (الإنجليزية)
- جوي فيلا على موقع ديسكوغز (الإنجليزية)
- جوي فيلا على موقع كينوبويسك (الروسية)